# Francesco Antonio Bonporti

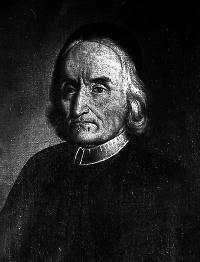
Francesco Antonio Bonporti

Francesco Antonio Bonporti (Trente, 11 juni 1672 - Padua, 19 december 1749) was een Italiaanse priester en amateur-barokcomponist.

## Levensloop
Bonporti werd geboren in Trente. Hij kreeg lessen in filosofie en natuurkunde van de Jezuïeten in zijn geboortestad en daarna in Innsbruck.
In 1691 ging hij bij het Collegium Germanicum in Rome theologie studeren. Daar studeerde hij ook compositieleer onder leiding van Giuseppe Ottavio Pitoni en (naar men vermoedt) viool bij Arcangelo Corelli.
Terug in zijn geboortestad Trente werd hij in 1695 tot priester gewijd.
Hij heeft nooit geprobeerd een functie als musicus te bemachtigen, al droeg hij zijn composities wel altijd op aan iemand die hem bij zijn carrière in de kerk van nut zou kunnen zijn. Die carrière bleef echter uit. Hij kwam terecht in een ondergeschikte functie bij de plaatselijke kathedraal en kwam nooit verder.
In 1740 verhuisde hij als verbitterd man naar Padua, waar hij woonde tot zijn dood in 1749.

## Werken
Het muzikale werk van Bonporti beslaat twaalf opusnummers, alle behorend bij bundels van composities, gepubliceerd tussen 1696 en 1736.
In het onderstaande overzicht zijn de bundels  van Bonporti opgenomen, eerst het Italiaanse origineel, gepubliceerd door Giuseppe Sala in Venetië, dan de Franse uitgave, gepubliceerd door Estienne Roger in Amsterdam en ten slotte de Engelse editie van John Walsh in Londen. Niet elke bundel is in alle talen bewaard gebleven. De inventarisatie is van Clemente Lunelli in een artikel in het tijdschrift Studi Trentini uit 1973. Op zijn beurt maakte deze gebruik van:
- François Lesure, Bibliographie des éditions musicales publiées par Estienne Roger, Paris, 1969 en
- William C. Smith, A bibliography of the musical works published by John Walsh, London, 1968.

### Bonporti’s opusnummers
- Opus 1: Triosonates voor twee violen en obligate cello:
  - Suonate a tre, due violini e violoncello obbligato (vier delen), Venetië, 1696.
  - Antoine Bomporti Gentilhomme di Trento opera prima, Sonate à tre, due Violini, Violoncello e basso continuo. N. 101, f. 4.0, Amsterdam, 1706.
- Opus 2: Triosonates voor twee violen en basso continuo:
  - Sonate da camera a due violini, violone, cembalo o arciliuto, op. 2, Venetië, 1698.
  - Antonio Bomporti di Trento, opera seconda, Sonate da Camera à tre, due Violini e Basso continuo. N. 292, f. 3.10, Amsterdam, 1701.
  - Bonporti's Sonata or Chamber Aires in three Parts for two Violins and a Thorough Bass compos'd by Francisco Antonio Bomporti Opera Seconda (...), N. 266, Londen, ca. 1708.
  - Bomporti's Sonata or Chamber Aires (...) Opera Seconda. (...), N. 482, Londen, ca. 1715.
- Opus 3: Motetten voor zangstem solo met vioolbegeleiding:
  - Motetti a canto solo, con violini, op. 3 (vijf delen), Venetië, 1702.
- Opus 4: Triosonates voor twee violen en basso continuo:
  - Sonate da camera a due violini, violone e cembalo o arciliuto, op. 4, Venetië, 1703.
  - Antonio Bomporti Opera Quarta, Sonate da Camera à tre, due Violini e basso continuo, N. 38, f. 40, Amsterdam, 1706.
  - Bomporti's Sonata or Chamber Aires (...) Opera Quarto (...), N. 267, Londen, ca. 1708.
- Opus 5: Aria’s, balletten en courantes (verloren gegaan):
  - Arie, baletti e correnti, Venetië, ca. 1704.
- Opus 6: Triosonates voor twee violen en basso continuo:
  - Sonate da camera a due violini, violone o cembalo, op. 6, Venetië, 1705.
  - Antonio Bomporti, opera sexta, Sonate da Camera à tre, due Violini e basso continuo, N. 38, f. 4.0, Amsterdam, 1706.
- Opus 7: Sonates voor soloviool en basso continuo:
  - Sonate da camera a violino e violone o cembalo, op. 7, Venetië, 1707.
  - Bomporti opera settima sonate à Violino solo e basso continuo, N. 303, f. 3.0, Amsterdam, ca. 1707-1708.
  - 10 Solos by Bomporti for a Violin and a Bass, N. 277d, Londen, 1708.
  - Bomportis Solos, for a Violin and a Bass, 4s. 0d., N. 603, Londen, ca. 1720 of eerder.
- Opus 8: Menuetten voor soloviool en cello of basso continuo (verloren gegaan):
  - Minuetti a violino solo e violoncello o basso continuo, op. 8, Venetië, ca. 1708-1710.
  - Antonio Bomporti opera ottava, le Triomphe de la grande Aliance à Violon et basse continue, N. 120, f. 2.0, Amsterdam, ca. 1708-1712 (alternatieve titel: Le Triomphe de la grande Aliance, consistent en cent Menuets, composez par Mr. Bomporti opera VIII).
- Opus 9: Balletten voor soloviool en cello of basso continuo:
  - Bomporti opera nona, Baletti à Violino solo e basso continuo, N. 413, f. 1.0, Amsterdam, na 1716.
- Opus 10: Inventies voor soloviool en basso continuo:
  - Inventioni da camera a violino solo e basso continuo, Bologna, 1712; Venetië en Trente, 1713.
  - Bomporti opera décima inventione a Violino solo, e basso continuo (La Pace), N. 404, f. 4.0, Amsterdam. ca. 1712-1715.
- Opus 11: Concerten voor vier instrumenten: twee violen, altviool en bas met viool ter versterking:
  - Concerti a quattro, due violini, alto viola, e basso con violino di rinforzo (vijf delen), Trente, ca. 1715.
- Opus 12: Concertini en serenades met aria’s, siciliano’s, recitatieven en refreinen voor viool met cello of klavecimbel:
  - Concertini e serenate con arie variate, siciliane, recitativi, e chiuse a violino, e violoncello, o cembalo, Augsburg, z.j.

Twee composities hebben geen opusnummer gekregen:
- Aria cromatica e variata a violino e violoncello o cembalo (‘Chromatische aria en variaties voor viool en cello of klavecimbel’), manuscript in de bibliotheek van het conservatorium te Brussel, gedateerd 1720. Van deze compositie is nog een tweede manuscript in twee delen aanwezig met de titel Sonata di Buonporti.
- Six Sonate à deux Flutes et Basse continue, composées par Bomporti et transposées sur la Flute par Corbet (‘Zes sonates voor twee fluiten en basso continuo, gecomponeerd door Bonporti en getransponeerd voor fluit door Corbet’), N. 65, f. 3.0, Amsterdam, ca. 1707-1708.

### Invloed op Bach
Bonporti beïnvloedde Johann Sebastian Bach bij de ontwikkeling van de inventie als compositievorm. Bach maakte ook een transcriptie van vier inventies voor viool en basso continuo uit Bonporti’s Opus 10 van 1712 voor klavecimbel. De originelen werden per abuis opgenomen in deel 45 van het verzameld werk van Bach; de stukken kregen de nummers BWV Anh. 173-176. De vergissing werd pas in 1911 ontdekt.